# Mistrovství Evropy ve fotbale amputovaných
Mistrovství Evropy ve fotbale amputovaných je mezinárodní turnaj ve fotbale amputovaných. První ročník se konal v roce 2017. Dosud všechny ročníky vyhrálo Turecko.

## Turnaje
| Ročník | Rok  | Hostitelská země | Datum                  | Počet týmů | Zlato   | Skóre | Stříbro   | Bronz  | Skóre | 4. místo  | Ref.  |
| 1      | 2017 | Istanbul         | 1.–10. října           | 12         | Turecko | 2:1   | Anglie    | Polsko | 3:1   | Španělsko | [ 1 ] |
| 2      | 2021 | Krakov           | 12.–19. září           | 14         | Turecko | 6:0   | Španělsko | Polsko | 1:0   | Rusko     | [ 2 ] |
| 3      | 2024 | Horní Savojsko   | 31. květen – 9. červen | 16         | Turecko | 3:0   | Španělsko | Polsko | 1:0   | Anglie    | [ 3 ] |

## Medailové pořadí
| Název     | 1. | 2. | 3. | 4. |
| --------- | -- | -- | -- | -- |
| Turecko   | 3  | 0  | 0  | 0  |
| Španělsko | 0  | 2  | 0  | 1  |
| Anglie    | 0  | 1  | 0  | 1  |
| Polsko    | 0  | 0  | 3  | 0  |
| Rusko     | 0  | 0  | 0  | 1  |